# San Marcos (Haití)
San Marcos (en francés: Saint-Marc; y en criollo haitiano: Sen Mak) es una comuna de Haití que está situada en el distrito de San Marcos, del departamento de Artibonito.

## Historia
Fundada en 1695, en la colonia francesa de Saint-Domingue, sobre los restos de un asentamiento indio perteneciente al Cacicazgo de Jaragua, pasó a ser comuna en 1915.
En septiembre de 1794 las tropas de Toussaint Louverture, que se había pasado a los republicanos franceses en mayo, intentaron sin éxito tomar la ciudad defendida por las milicias pro españolas de Jean-François Papillón. La villa no sería tomada por los rebeldes haitianos hasta mayo de 1798, cuando se produce la retirada de las tropas británicas comandadas por Thomas Maitland.
En 2015 la sección comunal de Délugé, que hasta ese momento formaba parte de la comuna de San Marcos, se desgajó de ésta para formar la nueva comuna de Montrouis.

## Secciones
Está formado por las secciones de:
- Bois Neuf
- Goyavier
- Lalouère (también denominada Altos de San Marcos)
- Bocozelle
- Charrette

## Demografía
| Gráfica de evolución demográfica de San Marcos entre 2009 y 2015 |
|                                                                  |

Los datos demográficos contemplados en este gráfico de la comuna de San Marcos son estimaciones que se han cogido de 2009 a 2015 de la página del Instituto Haitiano de Estadística e Informática (IHSI). 